# 台湾十大土木史蹟
台湾十大土木史蹟（たいわんじゅうだいどぼくしせき、繁体字中国語: 台灣十大土木史蹟）は2001年に台湾の土木学界の数団体が主催し、国内の選定活動によって選出された10ヶ所の歴史的土木建造物群。

## 概要
台湾では近代以前から建造当時の環境や技術、物資面での不足にもかかわらず歴史上の意義がある多数の土木事業が行われ、台湾の歴史、文明、社会経済の発展に貢献してきたものも少なくない。
いくつかの事業は現在でも社会的貢献が認められたり、景勝地となったものや、過去を偲ばせ訪れる価値があるものが多い。
選出に関わった国立台湾大学総務長の陳振川は、十大史蹟選出は市民に台湾の土木史蹟の多元性や
豊富な含蓄、保存に対する活性化という価値をもたらすとしている。
こうしたことから台湾の財団法人虞兆中基金会、中国工程師学会、中国土木水利工程学会、財団法人台湾営建研究院、台湾省土木技師公会、財団法人中興工程科技研究発展基金会などの学会関係団体が発起、主催で「尋抜台湾十大土木史蹟」選出活動が行われた。2001年11月30日に選出リストが公表され、台湾各地に現存する土木構造物10ヶ所が選ばれた。
同年同月に行政院文化建設委員会（文建会、現在の文化部）主催で同じく一般のネット投票も経て台湾歴史建築百景選出活動も行われたが、文建会は土木遺産以外の要素も選考対象であり、学会主体で開催された十大土木史蹟とは開催の方向性も異なる。十大土木史蹟にノミネートされたものの選外となった集集駅と草嶺トンネル以外は歴史建築百景と重複しなかった。

## 審査
- 王鴻楷 - 国立台湾大学建築・城郷研究所
- 黄蘭翔 - 中央研究院台湾史研究所準備処
- 李建中 - 中国土木水利工程学会理事長
- 洪如江 - 国立台湾大学土木学科教授
- 許如霖 - 中興科技基金会執行長
- 曽一平 - 台湾省土木技師公会
- 陳振川 - 国立台湾大学総長

主催者は以上7名に審査を要請し、7名は選考委員会を結成した。

## 選出条件
選出時点で最少築30年以上のものについて、委員会選考およびインターネットとFAXによる一般調査で27ヶ所に絞り込まれ
11月30日に10ヶ所が選出された。

## 選出活動の意義
後年に「台湾土木史」を編纂することになった国立台湾大学教授の陳清泉は十大史蹟選出を以下のように述べている。
『この活動は世間の反響を呼び、参加した学者らも自身による審査過程で時代を超越した様々な建造物の歴史に触れるとともに、関連する記録や文献が急速に失われつつあることに直面した。審査員を務めた学会理事長で台大教授の陳振川が呼びかけたことで、2002年に「土木史委員会」が結成され、多くの土木技術者が集まって「台湾土木史（繁体字中国語: 台灣土木史）」編纂作業が始動した。編纂作業は発起人の陳と後任の台大土木工程系教授兼学会理事長の楊永斌が支持のもとで陳清泉が主任委員として指揮を執った。綱目策定、資料収集、本文執筆、編集作業、印刷・出版作業などの多岐に渡る編纂作業が続行された。編集作業に関わる部分ではは2004年に委員会内に小部会がつくられ、立て続けに招集された部会では網目計画修正、資料の検証、写真などの著作権請求、数度の査読依頼、校正、印刷、出版事務、予算交渉などが行われた。こうして台湾の約400年の歴史に跨る土木事業の発展を考証し、わかりやすく分類した全7部作の史料が2007年に完成。「史実に迫り、各時代の土木技術を伝える、時空を超えた文明の典範」の目標を達成すべく、各委員の努力により交通工程誌6部作と水利工程誌からなる900ページの大作は2008年に出版された。「台湾土木史」は先人の心血の結晶であり、事跡を忠実に辿ることができ、土木技術の伝承と創造を促すことで、土木の社会的地位を高めることにもつながる。また、優秀な青少年が業界に参与も促し、やがて技術の創造・革新が国家建造を推進し、文明の進歩につながる。土建業界の先人と新人、各界人士がこの書物を手に取り熱心に読むことを願っている。』

## ノミネート
※斜字体は十大史蹟選定以後の文化資産登録を表す

### 選出
| 名称                   | 画像 | 所在地               | 落成時期 | 類型                    | ※文化資産分類 |
| ---------------------- | ---- | -------------------- | -------- | ----------------------- | ------------- |
| 淡水紅毛城             |      | 新北市淡水区         | 1646年   | 建築                    | 国定古蹟      |
| 瑠公圳                 |      | 台北市 新北市        | 1740年   | 水道工程                | 市定古蹟      |
| 新店渓上游水力発電施設 |      | 新北市新店区         | 1909年   | 電力工程                |               |
| 龍騰断橋               |      | 苗栗県三義郷         | 1907年   | 交通運輸工程 - 鉄道工程 | 県定古蹟      |
| 阿里山森林鉄路         |      | 嘉義市 嘉義県 南投県 | 1912年   | 交通運輸工程 - 鉄道工程 | 文化景観      |
| 下淡水渓鉄橋           |      | 屏東県屏東市         | 1914年   | 交通運輸工程 - 鉄道工程 | 国定古蹟      |
| 彰化扇形車庫           |      | 彰化県彰化市         | 1922年   | 交通運輸工程 - 鉄道工程 | 県定古蹟      |
| 烏山頭水庫             |      | 台南市官田区         | 1930年   | 水壩（ダム）工程        | 文化景観      |
| 日月潭水力發電工程     |      | 南投県水里郷         | 1934年   | 電力工程                |               |
| 霧社大壩               |      | 南投県仁愛郷         | 1960年   | 水壩工程                |               |

### 選外
| 名称             | 画像 | 所在地                    | 落成時期 | 類型                    | ※文化資産分類          |
| ---------------- | ---- | ------------------------- | -------- | ----------------------- | ---------------------- |
| 大安渓桁架橋     |      | 苗栗県三義郷 台中市后里区 | 1908年   | 交通運輸工程 - 鉄道工程 | 県市定古蹟             |
| 勝興車站         |      | 苗栗県三義郷              | 1906年   | 交通運輸工程 - 鉄道工程 | 県定古蹟               |
| 集集車站         |      | 南投県集集鎮              | 1922年   | 交通運輸工程 - 鉄道工程 | 歴史建築               |
| 宜蘭線隧道工程   |      | 宜蘭県頭城鎮 新北市貢寮区 | 1924年   | 交通運輸工程 - 鉄道工程 | 県定古蹟               |
| 蓬莱吊橋         |      | 高雄市燕巣区              | 1953年   | 交通運輸工程 - 道路工程 |                        |
| 坪林尾橋         |      | 新北市坪林区              | 1910年   | 交通運輸工程 - 道路工程 | 市定古蹟               |
| 糯米橋           |      | 南投県国姓郷              | 1940年   | 交通運輸工程 - 道路工程 | 県定古蹟               |
| 淡水水上飛行場   |      | 新北市淡水区              | 1937年   | 交通運輸工程 - 航空工程 | 市定古蹟               |
| 北部火力發電廠   |      | 基隆市中正区              | 1940年   | 電力工程                |                        |
| 天送埤水力發電廠 |      | 宜蘭県三星郷              | 1922年   | 電力工程                |                        |
| 白冷圳           |      | 台中市                    | 1932年   | 水道工程                | 文化景観、歴史建築など |
| 台北水源地唧筒室 |      | 台北市中正区              | 1908年   | 水道工程                | 市定古蹟               |
| 月眉糖廠         |      | 台中市后里区              | 1909年   | 産業工廠 - 製糖工廠     | 歴史建築               |
| 橋頭糖廠         |      | 高雄市橋頭区              | 1902年   | 産業工廠 - 製糖工廠     | 市定古蹟               |
| 台湾水泥高雄廠   |      | 高雄市鼓山区              | 1917年   | 産業工廠 - 水泥廠       |                        |
| 彰化銀行台中総行 |      | 台中市中区                | 1938年   | 建築                    | 市定古蹟               |
| 滬尾砲台         |      | 新北市淡水区              | 1886年   | 軍事設施                | 国定古蹟               |

## 関連書籍
台灣土木史叢書
- 交通工程誌 (彙編/ 道路工程篇/ 鐵路工程篇/ 港灣工程篇/ 機場工程篇/ 橋梁工程篇　全6部） ISBN 9789868401242
- 水利工程誌 ISBN 9789868401211